# Hierón (alfarero)

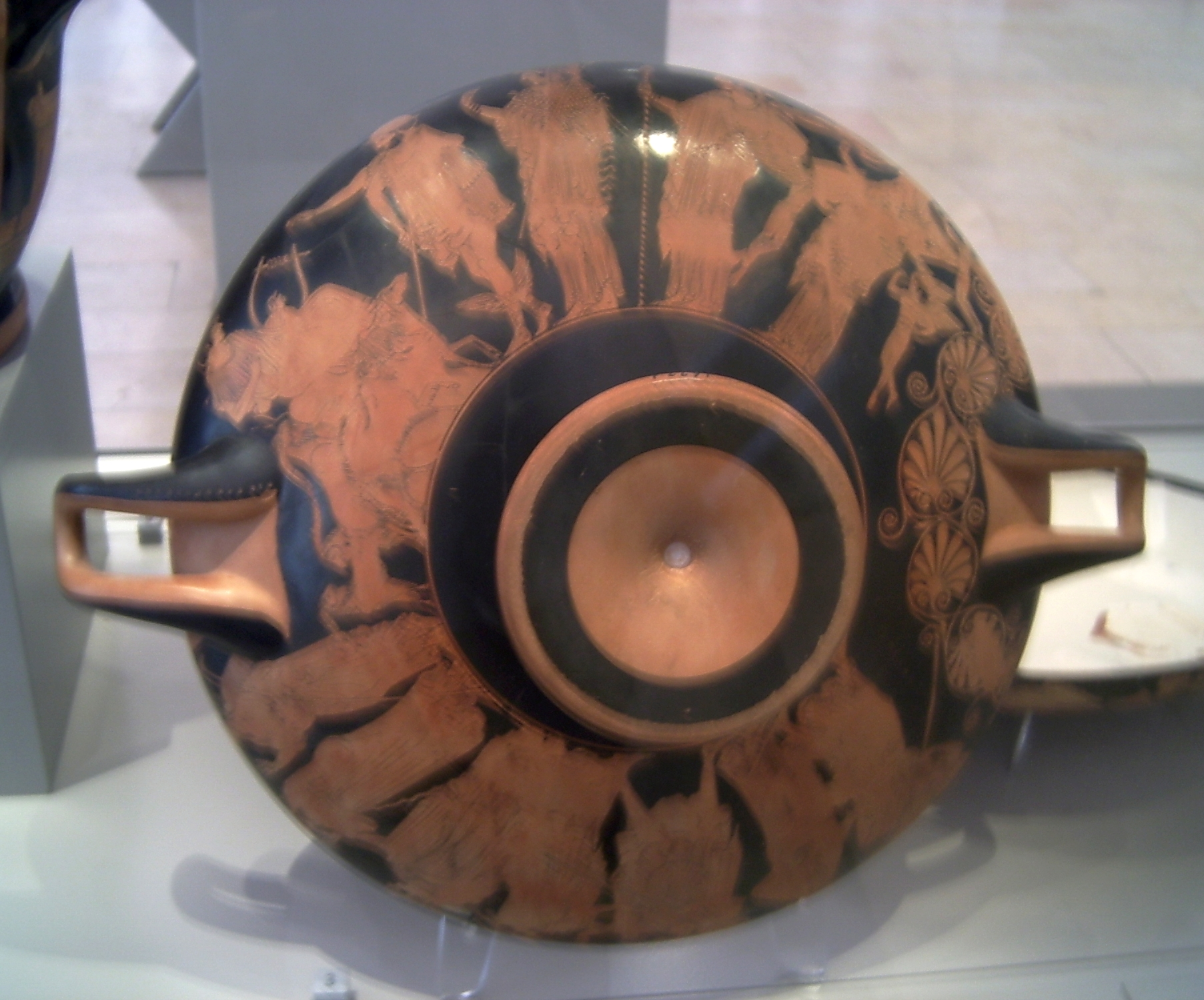
Juicio de Paris en un kílix de la Antikensammlung Berlin; firmado por Hierón y decorado por Macrón; c. 490-480 a. C.

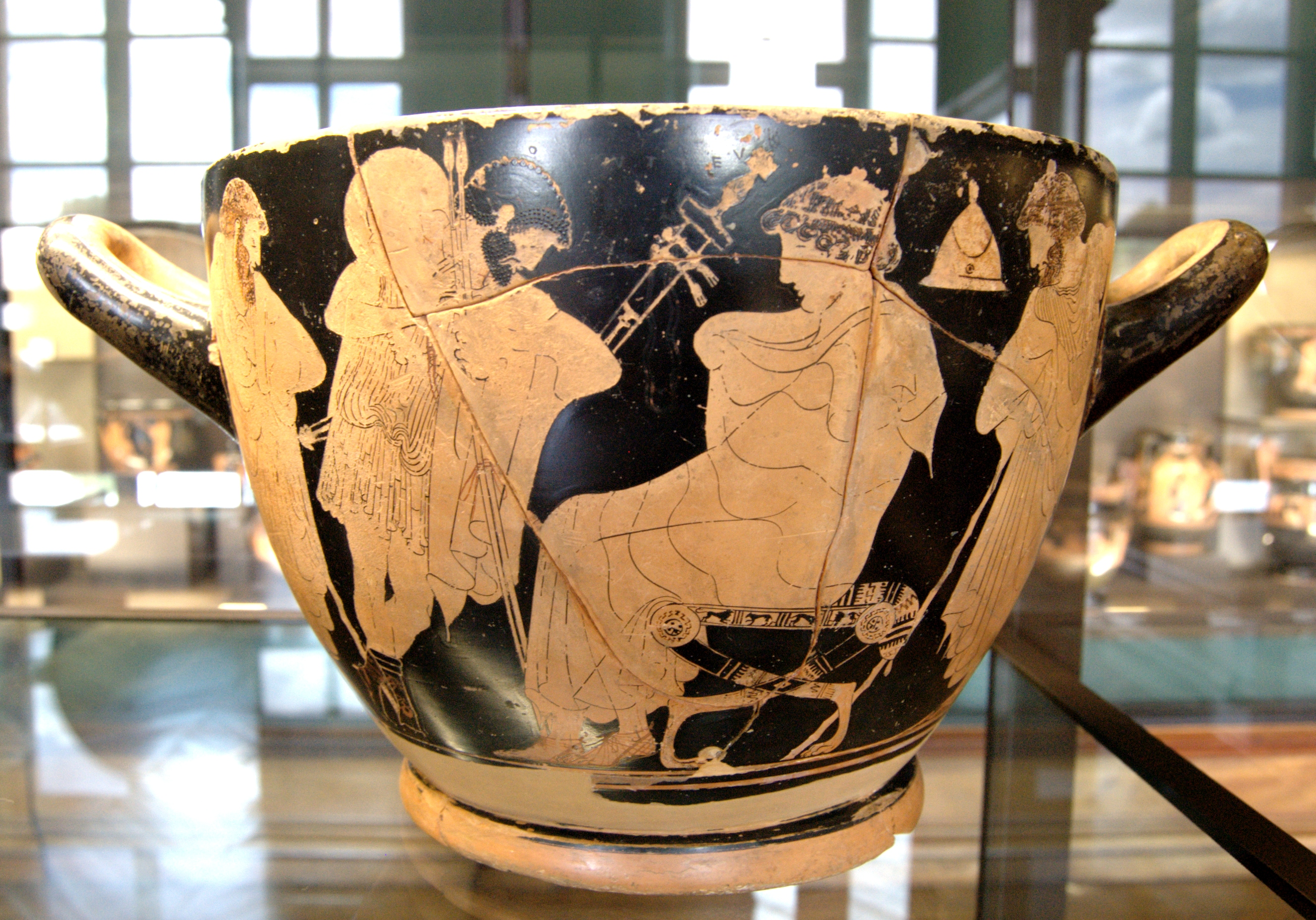
Embajadores griegos ante Aquiles en Esciros en un escifo en el Museo del Louvre; firmado por Hierón y decorado por Macrón; c. 480 a. C.

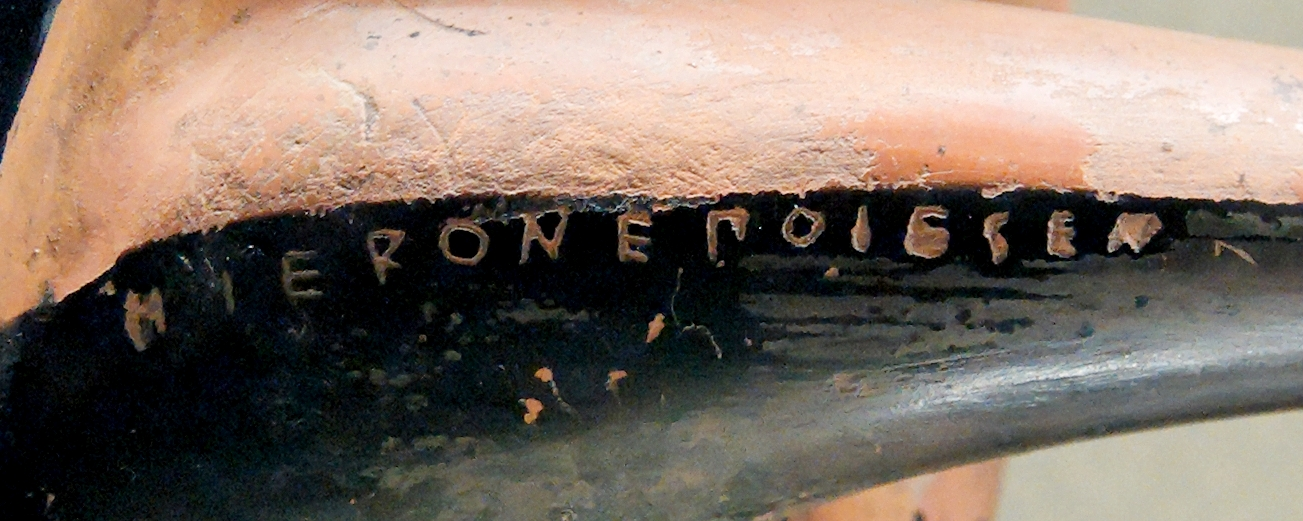
Firma de Hierón en un kílix del Louvre; c. 480 a. C.

Hierón (en griego antiguo: Ἱέρων) fue un alfarero ático de la primera mitad del siglo V a. C. Es más conocido por su colaboración con Macrón, un pintor de vasos del estilo de figuras rojas, y gracias a su afán por firmar. 
Hierón, del que no se conoce nada más que sus obras, era un alfarero muy aficionado a las firmas. En la actualidad se conocen al menos 58 firmas, varias de ellas en escifos, pero la mayoría en kílices, las copas áticas para beber, que se consideraban especialmente difíciles de hacerlas. Hierón, al igual que el pintor de vasos Macrón, estrechamente relacionado con él, está considerado como un destacado experto en la producción de copas del periodo arcaico tardío. Resulta llamativo que, sobre todo, los pintores de vasos del arcaico tardío más destacados estuvieran estrechamente asociados con un alfarero, por ejemplo Duris con el alfarero Pitón y el Pintor de Brigos con el alfarero Brigos. Sin embargo, ninguna de estas colaboraciones parece haber sido tan estrecha y constante como la de Hierón y Macrón. Ambas firmas solo aparecen en un escifo, conservado en el Museo de Bellas Artes de Boston. El resto de los cuencos firmados se han asignado a Makron como pintor, principalmente por razones estilísticas; en total, unas 30 obras firmadas por Hierón se asignan a Macrón. Es posible que Hierón fuera el productor de los más de 600 vasos   atribuidos a Macrón por motivos estilísticos, pero una atribución a alfareros es mucho más complicada. Ambos son, por tanto, ejemplos destacados de la estrecha colaboración entre alfareros y pintores de vasos durante un largo periodo de tiempo. Algunas piezas de Hierón fueron decoradas por otros pintores, entre los que se encuentran el Pintor de Télefo, el Pintor de Anfitrite y posiblemente Hermonacte. En un cántaros de Boston, cuya autenticidad se discute, se menciona el patronímico Medón en la firma.
La obra de Hierón se considera bastante homogénea. Propuestas recientes sobre la cronología de los vasos permiten concluir que las firmas no se dan en las obras tempranas, sino que se limitan a la obra principal más madura y a la obra tardía más temprana. Hierón también firmó solo los vasoss realmente exitosos. Sus copas pertenecen al tipo B ático, en el que el cuerpo de la copa y el pie se funden sin interrupción. Las proporciones corresponden a las de las copas fabricadas por los alfareros Eufronio y Brigos de la época. Hansjörg Bloesch demostró en sus estudios, ya a finales de los años 1930, que todos las grandes copas de Hierón tienen algo en común: la parte inferior de la placa del pie tensa, está unida a la pared interior del vástago por una curva pronunciada, mientras que la parte superior está dividida por un saliente de pie que recorre las inmediaciones del perfil. Hierón es algo más flexible en el diseño de copas más pequeñas, con las que había comenzado su carrera hacia el 500 a. C. En la tercera década del siglo V a. C., al igual que en otros talleres, estas pequeñas copas volvieron a cobrar mayor importancia en su obra. La actividad de Hierón finalizó hacia el 450 a. C. y abarcó un periodo de hasta 50 años, según la datación de sus obras. 